# Коробкина, Елена Сергеевна
Елена Сергеевна Коробкина (род. 25 ноября 1990, Липецк) — российская легкоатлетка, бегунья на длинные дистанции. Чемпионка Европы в помещении 2015. Многократная чемпионка России. Заслуженный мастер спорта России.

## Карьера
Впервые на международных соревнованиях выступила в 2008 году на чемпионате Европы по кроссу. Она заняла 21-е место в забеге среди молодёжи на дистанции 4 километра.
31 января 2015 года выиграла соревнования Weltklasse in Karlsruhe на дистанции 3000 метров — 8.47,61.

## Дисквалификация
В 2023 году Коробкина дисквалифицирована на четыре года за нарушения антидопинговых правил. Все результаты Елены Коробкиной, достигнутые с 02 июля 2013-го по 24 июля 2016 года, аннулируются. Спортсменка лишится звания чемпионки Европы 2015 года на дистанции 3000 м. Расследование нарушения антидопинговых правил велось в рамках дела о базе данных Московской антидопинговой лаборатории (LIMS).